# Скуола Сан Пјетро (Мачерата)
Скуола Сан Пјетро је насеље у Италији у округу Мачерата, региону Марке.
Према процени из 2011. у насељу је живело 104 становника. Насеље се налази на надморској висини од 200 м.